# العلاقات البلجيكية الليتوانية
العلاقات البلجيكية الليتوانية هي العلاقات الثنائية التي تجمع بين بلجيكا وليتوانيا.

## مقارنة بين البلدين
هذه مقارنة عامة ومرجعية للدولتين:
| وجه المقارنة                                              | بلجيكا                                                                              | ليتوانيا                                                    |
| --------------------------------------------------------- | ----------------------------------------------------------------------------------- | ----------------------------------------------------------- |
| المساحة (كم2)                                             | 30.53 ألف                                                                           | 65.30 ألف                                                   |
| عدد السكان (نسمة)                                         | 11.37 مليون                                                                         | 2.79 مليون                                                  |
| الكثافة السكانية (ن./كم²)                                 | 372.42                                                                              | 42.73                                                       |
| العاصمة                                                   | بروكسل                                                                              | فيلنيوس، كاوناس                                             |
| اللغة الرسمية                                             | اللغة الهولندية، لغة فرنسية، اللغة الألمانية                                        | اللغة الليتوانية                                            |
| العملة                                                    | يورو، فرنك بلجيكي                                                                   | ليتاس ليتواني، يورو                                         |
| الناتج المحلي الإجمالي (بليون دولار)                      | 492.68 مليار                                                                        | 47.17 مليار                                                 |
| الناتج المحلي الإجمالي (تعادل القوة الشرائية) بليون دولار | 514.74 مليار                                                                        | 84.06 مليار                                                 |
| الناتج المحلي الإجمالي الاسمي للفرد دولار أمريكي          | 40.32 ألف                                                                           | 14.15 ألف                                                   |
| الناتج المحلي الإجمالي للفرد دولار أمريكي                 | 43.44 ألف                                                                           | 27.69 ألف                                                   |
| مؤشر التنمية البشرية                                      | 0.890                                                                               | 0.839                                                       |
| رمز المكالمات الدولي                                      | +32                                                                                 | +370                                                        |
| رمز الإنترنت                                              | .be                                                                                 | .lt                                                         |
| المنطقة الزمنية                                           | توقيت وسط أوروبا، ت ع م+01:00، ت ع م+02:00، توقيت وسط أوروبا الصيفي، أوروبا/بروكسل ‏ | ت ع م+02:00، ت ع م+03:00، أوروبا/فيلنيوس ‏، توقيت شرق أوروبا |

## مدن متوأمة
في ما يلي قائمة باتفاقيات التوأمة بين مدن بلجيكية وليتوانية:
- ترتبط هوفاليز مع بريناي باتفاقية توأمة.
- ترتبط بروكسل مع فيلنيوس باتفاقية توأمة منذ 1 يونيو 1992.

## منظمات دولية مشتركة
يشترك البلدان في عضوية مجموعة من المنظمات الدولية، منها:
| علم المنظمة | اسم المنظمة                               | تاريخ انضمام بلجيكا | تاريخ انضمام ليتوانيا |
| ----------- | ----------------------------------------- | ------------------- | --------------------- |
|             | اتفاقية السماوات المفتوحة                 | ?                   | ?                     |
|             | منظمة التجارة العالمية                    | ?                   | ?                     |
|             | الأمم المتحدة                             | 27 ديسمبر 1945      | 17 سبتمبر 1991        |
|             | حلف شمال الأطلسي                          | 4 أبريل 1949        | 29 مارس 2004          |
|             | الاتحاد الدولي للاتصالات                  | 1866                | 1 يوليو 1923          |
|             | منظمة التعاون الاقتصادي والتنمية          | ?                   | 5 يوليو 2018          |
|             | مجلس أوروبا                               | ?                   | ?                     |
|             | المنظمة الأوروبية لسلامة الملاحة الجوية   | 1960                | 2006                  |
|             | الاتحاد الأوروبي                          | 25 مارس 1957        | 1 مايو 2004           |
|             | الاتحاد البريدي العالمي                   | ?                   | ?                     |
|             | يونسكو                                    | 29 نوفمبر 1946      | 7 أكتوبر 1991         |
|             | مؤسسة التنمية الدولية                     | 2 يوليو 1964        | 23 سبتمبر 2011        |
|             | منظمة حظر الأسلحة الكيميائية              | ?                   | ?                     |
|             | وكالة ضمان الاستثمار متعدد الأطراف        | 18 سبتمبر 1992      | 8 يونيو 1993          |
|             | منظمة الشرطة الجنائية الدولية             | ?                   | ?                     |
|             | مؤسسة التمويل الدولية                     | 27 ديسمبر 1956      | 15 يناير 1993         |
|             | البنك الدولي للإنشاء والتعمير             | 27 ديسمبر 1945      | 6 يوليو 1992          |
|             | مجموعة الموردين النوويين                  | ?                   | ?                     |
|             | مركز تنسيق الحركة في أوروبا ‏              | ?                   | ?                     |
|             | منظمة الأمن والتعاون في أوروبا            | 25 يونيو 1973       | 10 سبتمبر 1991        |
|             | المركز الدولي لتسوية المنازعات الاستشارية | 26 سبتمبر 1970      | 5 أغسطس 1992          |

## أعلام
هذه قائمة لبعض الشخصيات التي تربطها علاقات بالبلدين:
- الأميرة إليزابيث، دوقة برابانت (25 أكتوبر 2001 – )
- الملكة ماتيلد من بلجيكا (ملكة بلجيكا القرينة، 20 يناير 1973[25] – )

## وصلات خارجية
- موقع وزارة الخارجية البلجيكية
- موقع وزارة الخارجية الليتوانية